# Гранадська тайфа
Гранадська тайфа (ісп. і порт. Taifa de Granada; араб. طائفة غرناطة) — в 1013–1091 і 1045 роках ісламська монархічна держава на Піренейському півострові зі столицею в місті Гранада. Арабською — емірат Гарната.

## Історія
Засновником держави став Заві бен Зірі, вождь берберського племені санхаджа. 1010 року він брав участь у боротьбі за трон на боці Сулаймана ібн аль-Хакама. За це отримав місто Евора, яке було зруйновано. 1013 року скориставшись ослабленням халіфату, переселив мешканців до жидівського поселення Гарната аль-Яхуд, яке зробив центром своїх володінь. Тоді ж став напівнезалежним правителем.
Зміцнивши владу Заві ібн Зірі 1019 року передав владу синові Булуггіну, а сам перебрався до Тунісу. Але вже 1020 року владу в тайфі захопив небіж Заві — Хабус ібн Максан, який зміцнив та розширив Гранадську тайфу.
Найбільше піднесення держави відбулося за наступного еміра — Бадіса ібн Хабуса, який успішно воював проти Севільської, Валенсійської та Альмерійської тайф. 1058 року було приєднано Малазьку тайфу.
1073 році після смерті Бадіса держава розпалася на дві частини, що зрештою призвело до ослаблення династії Зірідів. 1091 року Гранадську тайфу приєднали до держави Альморавідів.
1145 року з огляду на загальний розгардіяш в Аль-Андалусі, що почався з кінця 1130-х років, влада Альморавідів фактично зникла. Цим скорився Ібн Аджа, який захопив владу в Гранаді. Але невдовзі був повалений. Боротьбою за владою скористалися Альмохади, військо яких захопило Гранаду.

## Населення
Основу становили так звані «андалусці» — араби і мувалади (нащадки вестготів навернених в іслам), берберські племена санхаджа і заната, мосараби і євреї.

## Державний устрій
На чолі стояв емір, який мав повну військову, політичну та судову владу. Держава була поділена на округи, які очолювали каїди (з числа родичів еміра), що здійснювали збори податків, опікувалися місцевими залогами. Судову владу на місцях здійснювали каді. Згодом вплив каїдів на місцях посилився, що послабило тайфу.

### Еміри
- Заві бен Зірі (1013—1019)
- Булуггін ібн Заві (1019)
- Хабус ібн Максан (1019—1038)
- Бадіс ібн Хабус (1038—1073)
- Абдаллах ібн Булуггін (1073—1091)
- в складі держави Альморавідів
- Ібн Аджа (1145)
- Абу Джа'фар Ахмад (1145)

## Військо
Основу становила кіннота, частково було розвинуто військовий флот. Кіннота постійно поповнювалася берберськими переселенцями, переважно з племені заната. Піхоту становили раби-вояки (мамалік), яких набирали з полонених європейців або суданців. Поділялося на регулярне військо (джайш) та нерегулярне. Також продовжувало існувати міське ополчення (джунд). Емір мав власну гвардію (хашам), що складалася з декількох сотень вояків.
Також існувала загальна розвідка, яку здійснювали раккаса — кур'єри еміра. Окрім того, раккаса підтримували зв'язок між різними загонами під час військової кампанії. Виготовленням і зберіганням зброї опікувалася служба хідмат ал-асліха.

## Економіка
Основу становили землеробство, особливого розвитку набуло садівництво. Також поширені були скотарство й рибальство. Міста тайфи, насамперед Гранада, стали важливими центрами ремісництва (виготовлення посуду, ювелірних виробів, шовкових тканин) та металообробки. Еміри усіляко підтримували розвиток торгівлі, чому сприяло вигідне розташування міст.